# Cimetière de Djoulfa
Le cimetière de Djoulfa ou Djougha (en arménien : Ջուղայի գերեզման, en azéri : Cuğa nekropolu) était un cimetière arménien situé à l'ouest de la ville de Djoulfa en République du Nakhitchevan en Azerbaïdjan, sur la frontière avec l'Iran. Ce cimetière abritait la plus grande collection de khatchkars (stèles funéraires) de l'Arménie historique (environ 10 000 au début du XXe siècle, encore 3 000 peu avant sa destruction). Beaucoup de ces khatchkars, en tuf rouge, hauts et étroits, dataient de la fin du XVIe au début du XVIIe siècle et étaient le produit d'une école spécifique.
Le cimetière fut entièrement détruit par l'Azerbaïdjan de 1998 à 2005, et depuis, ce pays nie officiellement non seulement sa destruction mais même qu'il ait jamais existé.

## Situation
L'ancien cimetière se situait non loin à l'ouest de Djoulfa, chef-lieu du raion de Djoulfa en Azerbaïdjan, dans la république autonome du Nakhitchevan (ancienne région historique arménienne du Vaspourakan selon le géographe arménien du VIIe siècle Anania de Shirak), sur la frontière avec l'Iran. Le cimetière couvrait une superficie de 1 600 m2 et s'étendait jusqu'à l'Araxe, sur trois collines. Un camp militaire en occupe aujourd'hui l'emplacement.

## Cimetière de khatchkars
Ce cimetière était le plus grand cimetière de khatchkars (stèles funéraires) de l'Arménie historique: il en comptait environ 10 000 au début du XXe siècle et encore 3 000 la veille de sa destruction. Beaucoup de ces khatchkars, en tuf rouge, hauts et étroits, dataient de la fin du XVIe au début du XVIIe siècle et étaient le produit d'une école spécifique. Le plus ancien remontait cependant à 1160, et d'autres de la fin du XVe siècle. Les plus récents ont été réalisés au XVIIIe siècle, date à laquelle les derniers Arméniens de Djoulfa furent déportés à La Nouvelle-Djolfa d'Ispahan par les Séfévides,.

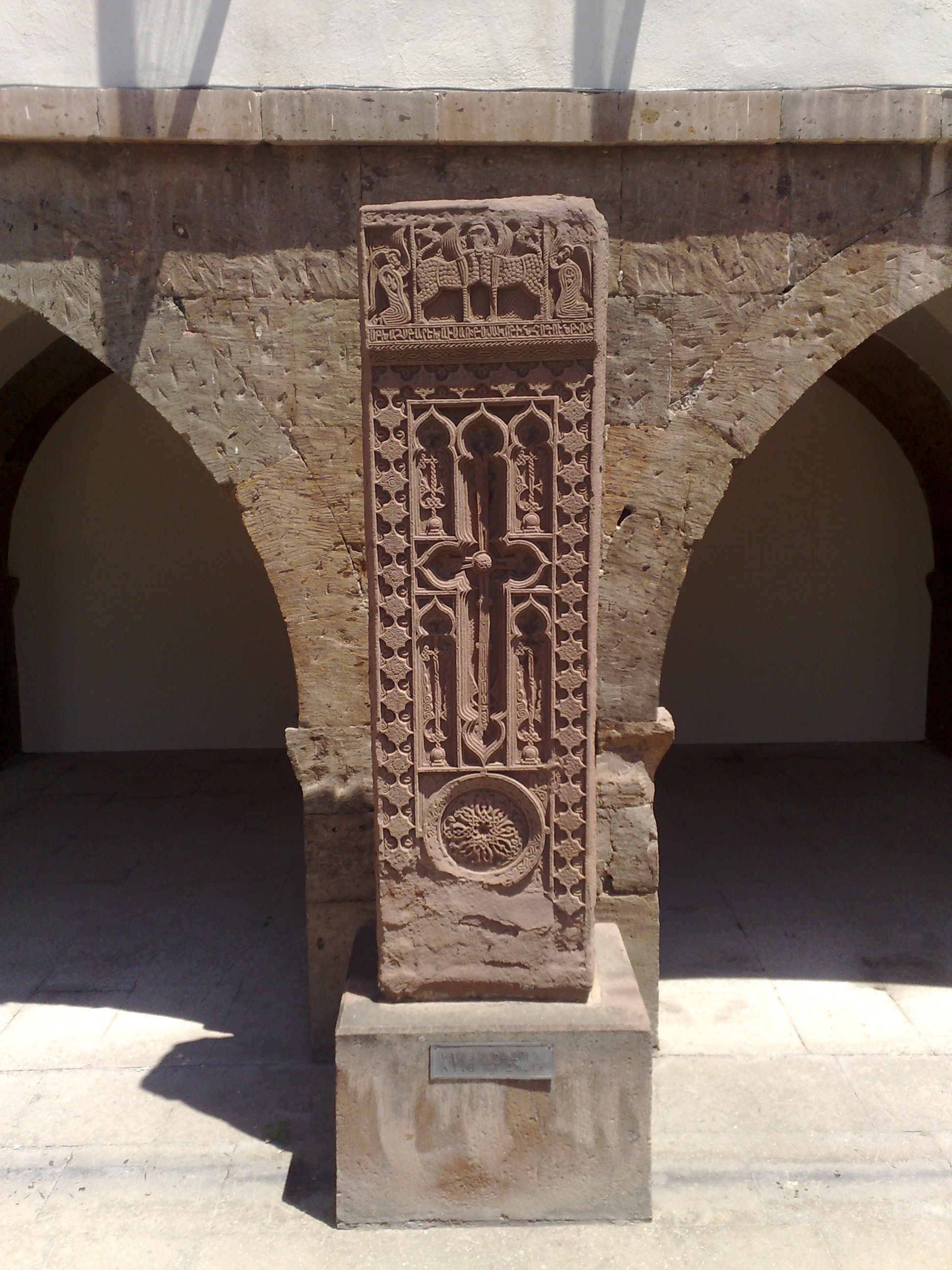
Khatchkar de Djoulfa, sculpté en 1601, préservé à Etchmiadzin[15].
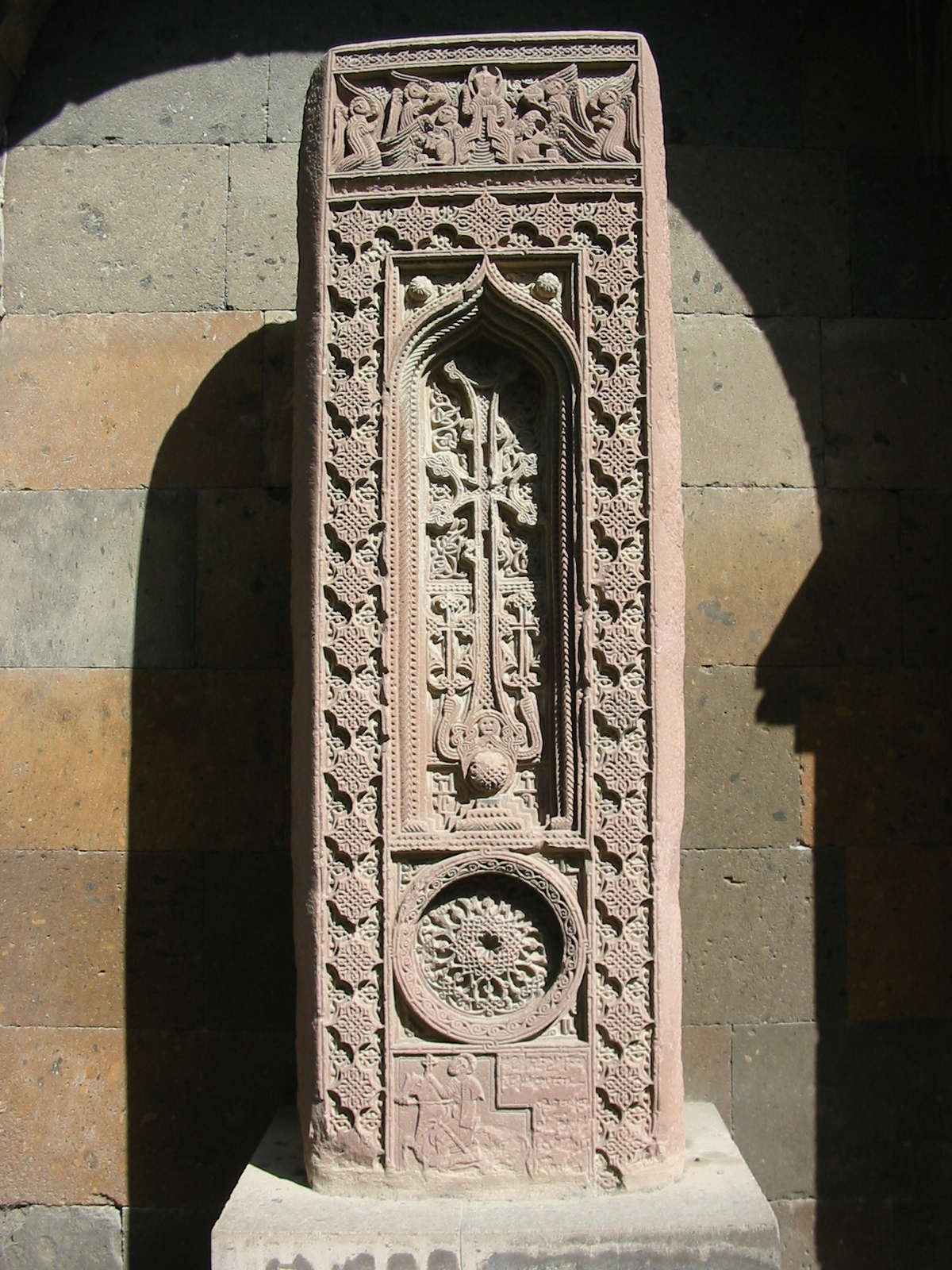
Khatchkar « du baron Yovhannès »[15] de Djoulfa, sculpté en 1602 par Grigor, préservé à Etchmiadzin[16].
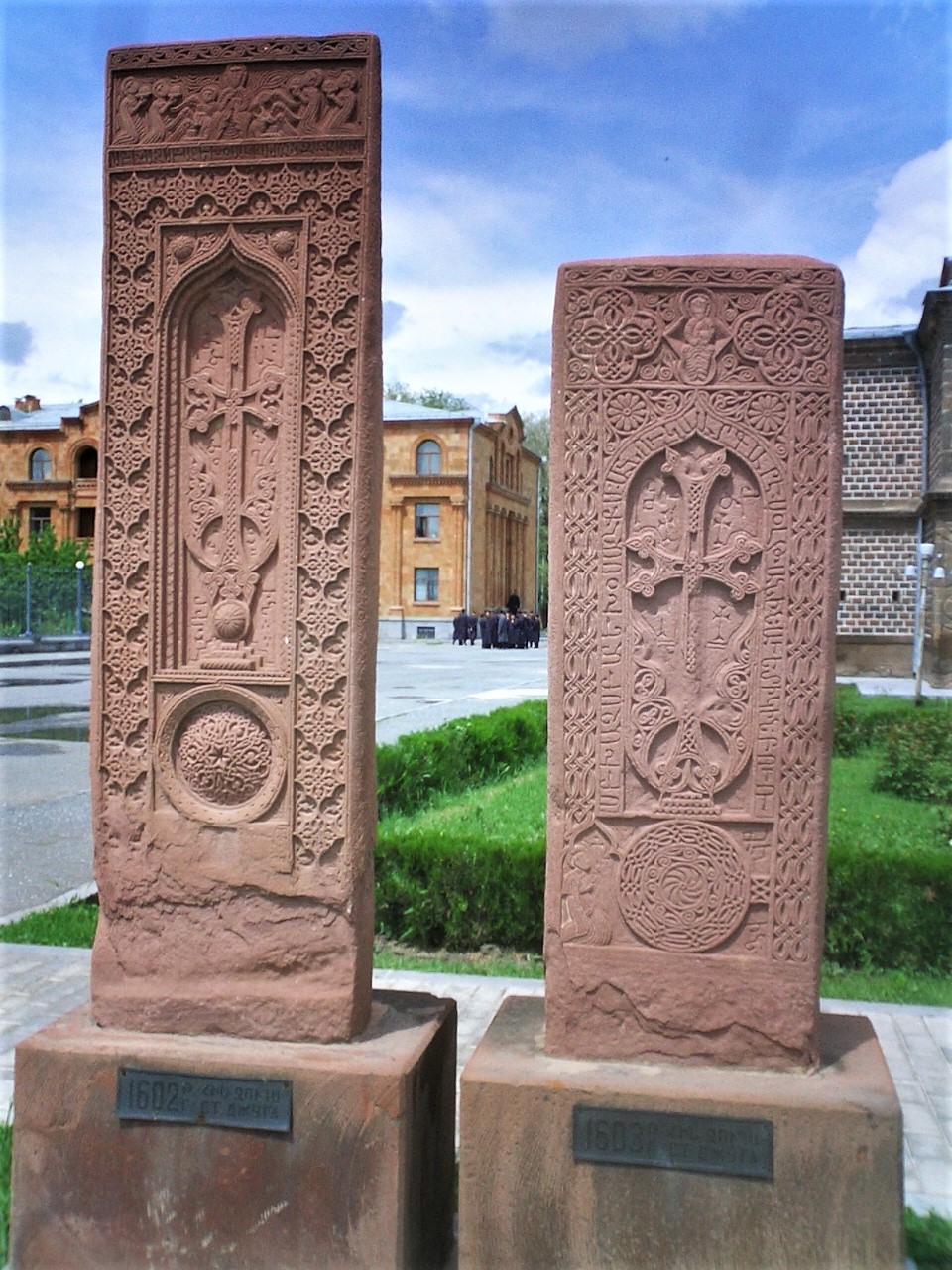
Khatchkar de Djoulfa, sculptés en 1602 (gauche) et 1603 (droite), préservés à Etchmiadzin.

## Destruction
La destruction du cimetière commence durant la période soviétique lorsque l'État, officiellement athée, considérait la religion comme l'« opium du peuple » : le nombre de khatchkars diminue ainsi de deux-tiers, seuls les plus représentatifs de cet art funéraire étant conservés et regroupés (certains rejoignent le musée d'Etchmiadzin). La destruction de ce qui restait par les autorités azerbaïdjanaises débute en 1998 par 800 khatchkars, mais elle est arrêtée à la suite de protestations de l'UNESCO. C'est en 2002 et 2005 qu'intervient la phase finale : le cimetière est entièrement rasé en « une opération de destruction planifiée par le gouvernement d'Azerbaïdjan », filmée et photographiée depuis la frontière iranienne. Cette destruction s'inscrit dans une politique nationaliste d'effacement des traces de la présence historique arménienne au Nakhitchevan,.